# Van den Kerckhove (familie)

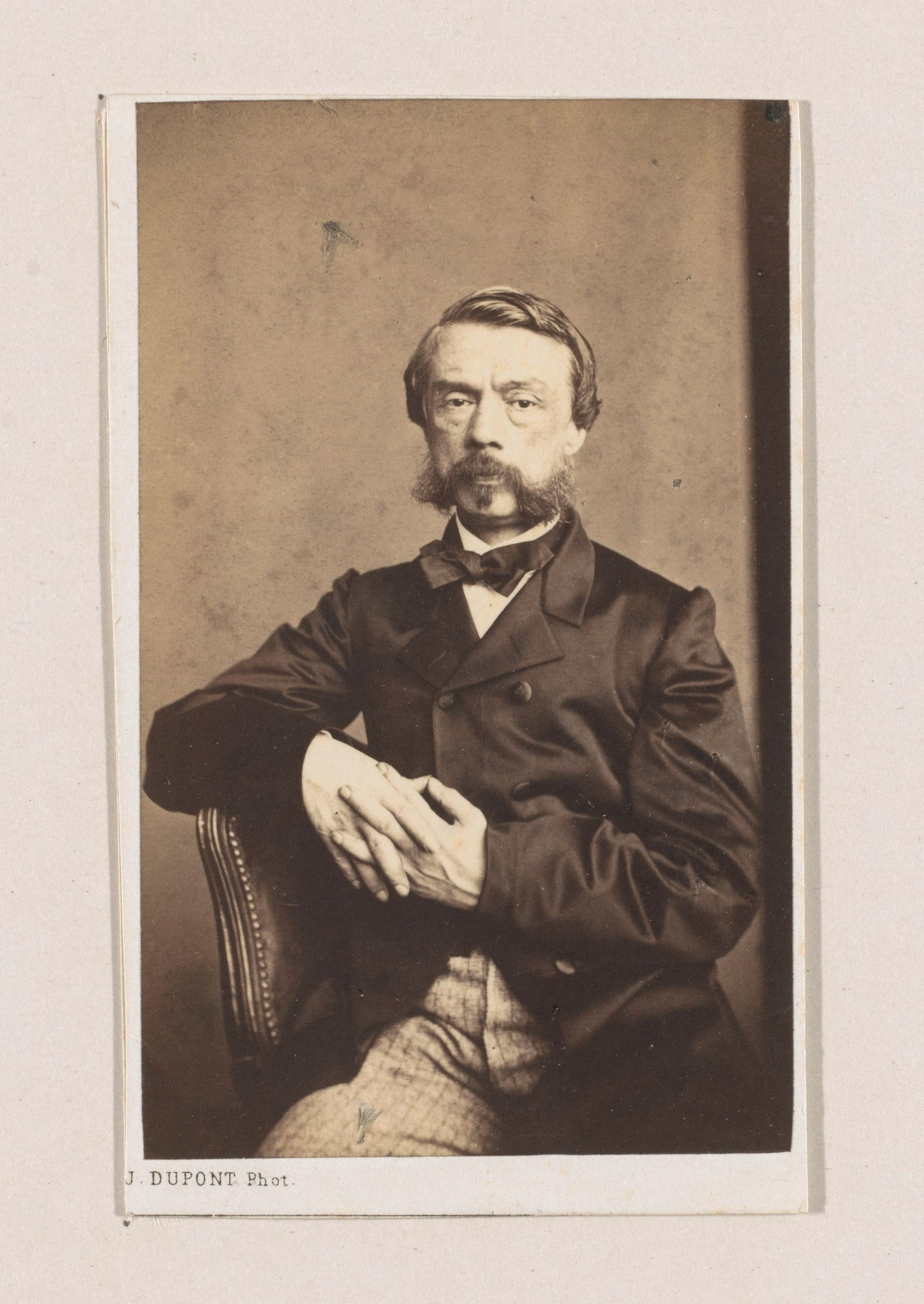
Jean Van den Kerckhove, vastgelegd door fotograaf Joseph Dupont.

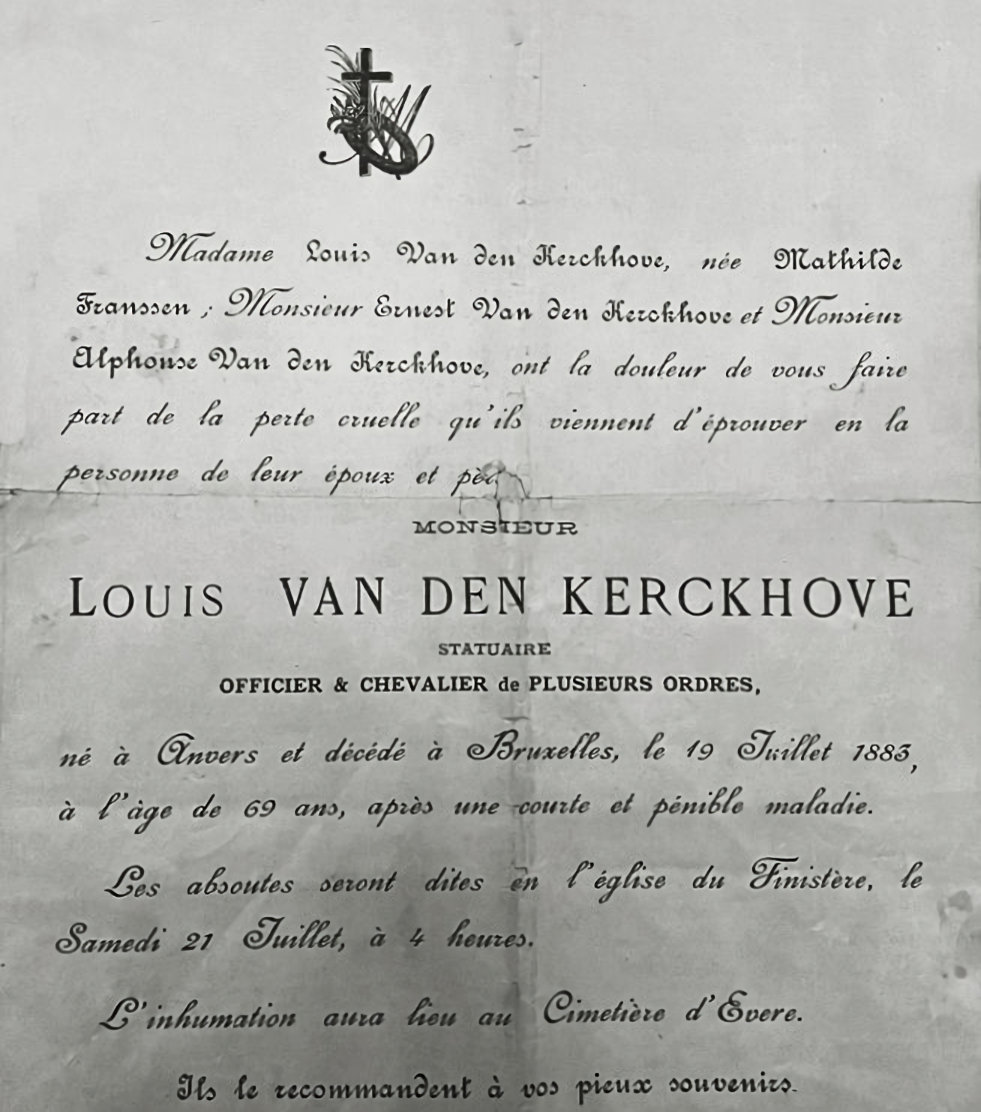
Rouwbrief van Louis Van den Kerckhove (1883)

Van den Kerckhove is een Belgisch geslacht dat meerdere beeldhouwers voortbracht. Als uniforme spelling van de familienaam wordt hier Van den Kerckhove aangehouden. In officiële documenten, signaturen en de literatuur komen diverse varianten voor, waaronder Van den Kerckhove (Engelen en Marx, 2002), Van Den Kerckhove (Piron, 2016), van den Kerckhove, Vanden Kerckhove en VandenKerckhove.

## Geschiedenis
De beeldhouwersfamilie Van den Kerckhove stamt af van de uit Brugge afkomstige Joseph François Van den Kerckhove (1782-1865). Hij vestigde zich als meubelmaker in Antwerpen. In mei 1815 trouwde hij daar met Elisabeth Boormans (1787-1857). Hun oudste zoon Josephus werd net als zijn vader meubelmaker. Vier andere zoons, Louis, Jean, Auguste en Leopold, werden beeldhouwer en ook in latere generaties werd voor het beeldhouwersvak gekozen. Op de Salon van Brussel in 1881 toonden Aline, Antoine, Arthur, Auguste, Godefroid, Hortense en Jean Van den Kerckhove hun beeldhouwkunst. Jean, Auguste en Godefroid maakten elk twee van de 48 ambachtsbeelden op de Kleine Zavel in Brussel.

## Leden
- Joseph François Van den Kerckhove (1782-1865), meubelmaker
  - Theodore Louis (Louis) Van den Kerckhove (1814-1883), beeldhouwer.
  - Jean François (Jean) Van den Kerckhove (1815-1885), beeldhouwer.
    - Ludovicus Joannes Godefridus (Godefroid) Van den Kerckhove (1841-1913), beeldhouwer.

  - Augustinus (Auguste) Van den Kerckhove (1825-1895), beeldhouwer.
    - Joseph Augustin Antoine (Antoine) Van den Kerckhove, gezegd Nelson (1849-na 1910), beeldhouwer.
      - Paul Van den Kerckhove (1876-?), beeldhouwer.

    - Arthur Emile Augustin (Arthur) Van den Kerckhove, gezegd Mario (1850-?), als beeldhouwer werkzaam in Brussel en Londen. Nam onder andere deel aan de Salons in Gent (1874), Antwerpen (1879) en Brussel (1881).[2]
    - Julia Van den Kerckhove, schilderes. Nam onder andere deel aan de Salon in Gent (1874) met een portret van Chapuis op faience, naar het werk van haar vader.[2]
    - Aline Van den Kerckhove, beeldhouwster. Nam onder andere deel aan de Salons van Brussel (1881) en  Gent (1883).[2]
    - Julie Aline Joséphine Hortence Sabine (Hortense) Van den Kerckhove (1862-?), beeldhouwster. Ze nam onder andere deel aan de Salon van Brussel (1881) en de Salon van Gent (1883).[2]

  - Leonardus Joannes (Léonard) Van den Kerckhove (1829-?), beeldhouwer. Hij emigreerde in 1856 naar de Verenigde Staten van Amerika.

Mogelijk verwant
- Antonia Van den Kerckhove (ca. 1830), beeldhouwster. Nam in 1848 met zes werken, waaronder een Bacchante en Geketende Amor, deel aan de Salon van Brussel, zij was waarschijnlijk de eerste beeldhouwster die werd toegelaten.[3][4]